# Połaniec (gmina)
Połaniec – gmina miejsko-wiejska w województwie świętokrzyskim, w powiecie staszowskim. W latach 1975–1998 gmina położona była w województwie tarnobrzeskim.
Siedziba gminy to Połaniec.
W Zawadzie k. Połańca znajduje się jedna z największych w Polsce elektrowni cieplnych, Elektrownia Połaniec o mocy 1800 MW. Otwarty w 2013 Zielony Blok o mocy 205 MW stał się największym na świecie blokiem energetycznym opalanym w 100% biomasą.
Na terenie miasta i gminy Połaniec znajduje się podstrefa Specjalnej Strefy Ekonomicznej Starachowice, obejmująca obszar 22,3 ha i zagospodarowana w ponad 41%.
Według danych z 31 grudnia 2011 gminę zamieszkiwało 12 046 osób. Natomiast według danych z 31 grudnia 2017 roku gminę zamieszkiwało 11 901 osób.
W 2015 Minister Gospodarki przyznał Gminie Połaniec Odznakę Honorową za Zasługi dla Rozwoju Gospodarki RP.

## Struktura powierzchni
Według danych z roku 2002 gmina Połaniec ma obszar 74,92 km², w tym:
- użytki rolne: 62%
- użytki leśne: 19%

Gmina stanowi 8,1% powierzchni powiatu.

## Demografia

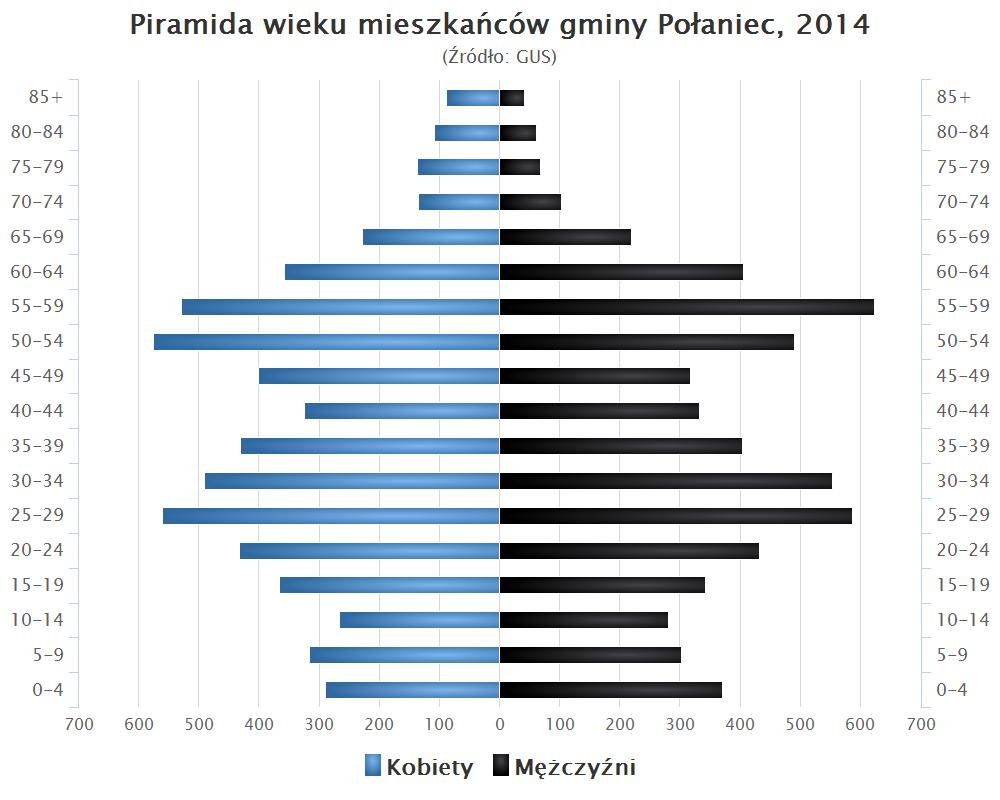
Piramida wieku mieszkańców gminy Połaniec w 2014 roku

Dane z 31 grudnia 2011:
| Opis                              | Ogółem | Ogółem | Kobiety | Kobiety | Mężczyźni | Mężczyźni |
| --------------------------------- | ------ | ------ | ------- | ------- | --------- | --------- |
| jednostka                         | osób   | %      | osób    | %       | osób      | %         |
| populacja                         | 12 046 | 100    | 6 073   | 50,4    | 5 973     | 49,6      |
| gęstość zaludnienia (mieszk./km²) | 160,8  | 160,8  | 81,8    | 81,8    | 79,7      | 79,7      |

## Budżet
Rysunek 1.1 Dochody ogółem w GiM Połaniec w latach 1995-2010 (w zł)
| WYSZCZEGÓLNIENIE               | J. m. | ROK         | ROK          | ROK          | ROK          | ROK          | ROK          | ROK          | ROK          | ROK          | ROK          | ROK          | ROK           | ROK           | ROK           | ROK           | ROK           |
| WYSZCZEGÓLNIENIE               | J. m. | 1995        | 1996         | 1997         | 1998         | 1999         | 2000         | 2001         | 2002         | 2003         | 2004         | 2005         | 2006          | 2007          | 2008          | 2009          | 2010          |
| ------------------------------ | ----- | ----------- | ------------ | ------------ | ------------ | ------------ | ------------ | ------------ | ------------ | ------------ | ------------ | ------------ | ------------- | ------------- | ------------- | ------------- | ------------- |
| Dochody ogółem                 | zł    | 9 206 013,- | 14 023 391,- | 22 722 550,- | 22 573 428,- | 18 731 404,- | 19 648 832,- | 23 027 978,- | 23 862 986,- | 28 882 382,- | 36 377 830,- | 33 156 998,- | 31 492 959,56 | 36 741 437,32 | 42 123 082,62 | 44 598 148,07 | 75 682 537,60 |
| ZNAK                           | ±     | -           | +            | +            | +            | -            | -            | +            | -            | -            | -            | -            | +             | -             | +             | +             | +             |
| Nadwyżka/deficyt budżetowa(-y) | zł    | 96 629,-    | 2 451 514,-  | 2 785 460,-  | 1 100 193,-  | 1 808 687,-  | 947 374,-    | 683 068,-    | 337 540,-    | 2 458 924,-  | 3 233 885,-  | 2 243 203,-  | 3 925 008,43  | 6 548 006,32  | 4 807 335,-   | 7 833 828,05  | 7 081 745,09  |
| ZNAK                           | Σ     | =           | =            | =            | =            | =            | =            | =            | =            | =            | =            | =            | =             | =             | =             | =             | =             |
| Wydatki ogółem                 | zł    | 9 109 384,- | 16 474 905,- | 25 508 010,- | 23 673 621,- | 16 922 717,- | 18 701 458,- | 23 711 046,- | 23 525 446,- | 26 423 458,- | 33 143 945,- | 30 913 795,- | 35 417 967,99 | 30 193 431,-  | 46 930 417,62 | 52 431 976,12 | 82 764 282,69 |

 Rysunek 1.2 Wydatki ogółem w GiM Połaniec w latach 1995-2010 (w zł)

Według danych z roku 2010 średni dochód na mieszkańca wynosił 6 387,79 zł (tj. — stan na 31 XII; przy 6 390,49 zł w zestawieniu na 30 VI); jednocześnie średnie wydatki na mieszkańca kształtowały się na poziomie 6 985,51 zł (tj. — stan na 31 XII; przy 6 988,46 zł w zestawieniu na 30 VI).

## Sołectwa
Brzozowa, Kamieniec, Kraśnik, Luszyca, Łęg, Maśnik, Okrągła, Rudniki, Ruszcza, Ruszcza-Kępa, Rybitwy, Tursko Małe, Tursko Małe Kolonia, Winnica, Wymysłów, Zawada, Zdzieci Stare, Zdzieci Nowe. Zrębin

## Sąsiednie gminy
Borowa, Łubnice, Osiek, Gawłuszowice, Rytwiany